# Adelina Campos
Adelina Martins de Campos (Vila Flor, Vila Flor, 11 de abril de 1905 — Lisboa, 21 de abril de 2008) foi uma actriz portuguesa.

## Carreira
Adelina Campos nasceu em Vila Flor, a 11 de Abril de 1905 filha de Maria Vicentina Martins e Abel Vieira de Campos de Carvalho, juiz de uma província minhota. Foi para Lisboa com a avó, onde, após o falecimento da sua mãe, passou a viver com a família. Frequentou o curso de Arte de Representação do Conservatório Nacional de Lisboa, onde se formou em 1926, com louvor.
Ainda aluna, estreou-se no Teatro Nacional D. Maria II, com a peça Duas Metades. Posteriormente, ingressou na Companhia de Ilda Stichini, no Teatro Politeama, onde revelou todos os seus dotes de ingénua dramática nas peças Lourdes e Morgadinha de Valflor.
Casou, em 1927, com o actor Rodrigo Samwell Diniz, ao lado de quem decorreria toda sua carreira.
Em 2006, a Câmara Municipal de Vila Flor, terra natal homenageou-a baptizando o Auditório Municipal com o seu nome.
Nos últimos anos de vida, viveu, em Lisboa, num lar de idosos, onde morreu em 21 de Abril de 2008 com 103 anos de idade. Foi sepultada no Talhão dos Artistas do Cemitério dos Prazeres, em Lisboa.

### Teatro
Adelina de Campos teve interpretações notáveis nas peças:
- Napoleão (1946) de P. Reynal
- Rapazes de Hoje (1947) de R. Ferdinand
- O Gebo e a Sombra (1958), de Raul Brandão.

### Cinema
Uma lista de filmes em que Adelina Campos participou:
- José do Telhado (1945), de Armando de Miranda como "Aninhas, esposa de José".
- "O Capote" (1961) TV
- "A Rapariga do Vestido Cor-de-Esperança" (1963) TV
- "A Recompensa" (1964) TV
- "Histórias Simples da Gente Cá do Meu Bairro" (1965) TV
- "Uma vontade maior" (1967) de Carlos Tudela, como "mãe de Carlos"
- "O Auto de Inês Pereira" (1969) TV
- " O Diabo Era Outro" (1969) de Constantino Esteves